# Мшадля-Нова
Мшадля-Нова (пол. Mszadla Nowa) — село в Польщі, у гміні Пшиленк Зволенського повіту Мазовецького воєводства.
Населення — 186 осіб (2011).
У 1975-1998 роках село належало до Радомського воєводства.

## Демографія
Демографічна структура станом на 31 березня 2011 року:
|          | Загалом | Допрацездатний вік | Працездатний вік | Постпрацездатний вік |
| -------- | ------- | ------------------ | ---------------- | -------------------- |
| Чоловіки | 100     | 21                 | 61               | 18                   |
| Жінки    | 86      | 9                  | 46               | 31                   |
| Разом    | 186     | 30                 | 107              | 49                   |